# 麥克·邁納
麥可·大衛·邁納（英語：Michael David Minor，1987年12月26日—），為美國職棒大聯盟的投手，目前為自由球員。他於2009年美國職棒大聯盟選秀第1輪第7順位被皇家隊選走。他先前曾效力過勇士、遊騎兵與、運動家、皇家與紅人等隊。

## 職業生涯

### 亞特蘭大勇士
2010年8月9日，邁納登上大聯盟。他在初登板主投6局失4分無關勝敗。他在8月17日拿下大聯盟首勝。他在生涯第3場先發面對小熊隊就投出單場12次三振，締造勇士菜鳥投手的新紀錄。2011年8月18日，他面對巨人主投6局無失分，這也是他生涯首次先發無失分。2013年5月25日，邁納擊出大聯盟首轟。2014年8月22日，邁納投出7.2局的無安打比賽。最後球隊在延長賽取得勝利。2014年的邁納由於受到肩膀傷勢影響，因此只繳出6勝12敗，防禦率4.77的成績。
2015年3月3日，邁納因為旋轉肌群發炎而進入傷兵名單。在3月中和4月初，邁納曾經嘗試先發投球，不過這也導致他傷勢惡化。他在5月中進行手術，這也使得他球季提前結束。該年12月2日，由於勇士隊沒有繼續給予邁納合約，於是他成為自由球員。

### 堪薩斯市皇家
2016年2月19日，邁納與皇家隊簽下2年725萬美元的合約。不過2016年球季他因為肩膀受傷而導致整季報銷。而為了確保邁納的健康，皇家隊在2017年讓他從牛棚出發。他在擔任牛棚投手時期的平均球速竟然也比他在擔任先發時的平均球速還快了4英里。該年他的防禦率為2.55，另外拿下6次救援成功。而邁納也因為找回過去手感，因此2018年他又成為先發投手。

### 德州遊騎兵
2017年12月4日，邁納與遊騎兵隊簽下3年2800萬美元的合約。2018年球季，他投出12勝8敗，防禦率4.18，110次三振。
2019年上半季，他的防禦率只有2.40，並成功入選明星賽。不過由於他在明星賽前才剛擔任先發，因此他並未在明星賽亮相。該年他拿下14勝10敗，防禦率3.59，並送出200次三振。

### 奧克蘭運動家
2020年8月31日，遊騎兵將邁納交易至運動家，換取一名日後指定球員。

### 重返堪薩斯市
2020年12月1日，皇家隊以2年1800萬美元簽下邁納。

## 外部連結
- 球員資訊和成績在MLB，ESPN，Baseball-Reference，Fangraphs（英文）
- 麥克·邁納的Instagram帳戶